# Эдуард (озеро)
Эдуа́рд (англ. Edward), Рутанзиге (Rutanzige), (в период с 1973 по 1979 год — Иди-Амин-Дада) — озеро в Центральной Африке, на границе между Угандой и Демократической Республикой Конго, в нескольких километрах к югу от экватора. Самое маленькое из Великих озёр Африки. 
Озеро названо в честь Эдуарда VII, старшего сына королевы Виктории, в честь которой, в свою очередь, названо другое великое озеро Африки — Виктория. Название озеру дал Генри Мортон Стэнли, посетивший озеро в 1888 году. Позднее озеро было переименовано в Иди-Амин-Дада в честь диктатора Уганды Иди Амина, однако сегодня озеро вновь носит своё прежнее название.
В озеро Эдуард впадают реки Ниамугасани, Ишаша, Рутсуру и Рвинди. Вода из озера вытекает на севере через реку Семлики в озеро Альберт. Озеро Эдуард также соединено посредством канала Казинга с озером Джордж на северо-востоке. Озеро расположено на высоте 912 м, оно имеет 77 км в длину и 40 — в ширину, площадь поверхности озера составляет 2150 км² (15-е по величине на континенте).